# بانيبال (مجلة)
مجلة بانيبال (بالإنجليزية: Banipal)‏ هي مجلة أدبية مستقلة تصدر ثلاث مرات سنويًا. تهدف إلى تعزيز مكانة الأدب العربي بترجمته إلى الإنجليزية. أسستها الكاتب العراقي صموئيل شمعون والناشرة البريطانية مارغريت أوبانك في لندن سنة 1998.
نشرت المجلة منذ إنشائها أعمال العديد من الكُتاب والشعراء العرب ومقابلات معهم. وهي راعٍ مشارك لجائزة سيف غباش-بانيبال للترجمة الأدبية العربية. 

## كُتّاب معاصرون نُشرت أعمالهم في مجلة بانيبال
- ابتسام عبد الله
- إبراهيم نصر الله
- أحمد إبراهيم الفقيه
- أحمد بوزفور
- أحمد راشد ثاني
- أحمد زين
- أحمد علي الزين
- إدريس الشرايبي
- إدوار الخراط
- إدوارد سعيد
- أدونيس
- ألبير قصيري
- إلياس خوري
- أمجد ناصر
- أنسي الحاج
- أنطون شماس
- إيتيل عدنان
- إيناس العباسي
- بدر شاكر السياب
- بسام شمس الدين
- بسام فرنجية
- بنسالم حميش
- بول شاؤول
- تركي الحمد
- جليل القيسي
- جمال الغيطاني
- جمال محجوب
- جميلة عمايرة
- الحبيب السالمي
- حبيب عبد الرب سروري
- حزامة حبايب
- حسن نصر
- حسونة المصباحي
- حليم بركات
- حنان الشيخ
- خالد البدور
- خلود المعلا
- دنيس جونسون ديفز
- ربيع جابر
- رشا عمران
- رشاد أبو شاور
- رشيد الضعيف
- رشيدة لمرابط
- رفيق شامي
- رمزي نصر
- زكريا تامر
- سركون بولص
- سعد الله ونوس
- سعدي يوسف
- سعيد الكفراوي
- سلوى النعيمي
- سليم بركات
- سمر يزبك
- سمير نقاش
- سنية صالح
- سوسن العريقي
- سيف الرحبي
- شوقي شفيق
- ضياء الجبيلي
- الطاهر بن جلون
- الطيب صالح
- عباس بيضون
- عبد الرحمن منيف
- عبد العزيز المقالح
- عبد القادر الجنابي
- عبد اللطيف اللعبي
- عبد الله العروي
- عبد الوهاب البياتي
- عبد الوهاب المدب
- عبده خال
- عروسية النالوتي
- عزت القمحاوي
- عزيز شواكي
- علاء حليحل
- علوية صبح
- علي الدميني
- علي القاسمي
- علي محمد زيد
- علي المقري
- عناية جابر
- عيسى بلاطة
- غازي القصيبي
- غالب هلسا
- غسان زقطان
- فادي جودة
- فاضل العزاوي
- فتحي أبو النصر
- فريال غزول
- فؤاد التكرلي
- فينوس خوري غاتا
- قاسم حداد
- كاظم جهاد
- كمال عبد اللطيف
- لطفية الدليمي
- لؤي حمزة عباس
- ليزا سهير مجاج
- محمد البساطي
- محمد بنيس
- محمد خير الدين
- محمد زفزاف
- محمد شكري
- محمد الشيباني
- محمد صلاح العزب
- محمد علي فرحات
- محمد القعود
- محمد الماغوط
- محمد مستجاب
- محمود درويش
- محمود شقير
- محمود عبد الوهاب
- مهجة كهف
- مهدي عيسى الصقر
- مؤيد الراوي
- مي غصوب
- ميرال الطحاوي
- نادية الكوكباني
- نازك الملائكة
- ناظم العبادي
- نبيلة الزبير
- نجوم الغانم
- نجوى بركات
- نجيب محفوظ
- نزار قباني
- نزيه أبو عفش
- نصيف فلك
- نوري الجراح
- نيرفانا التنوخي
- هاني الراهب
- هدى أبلان
- هدى بركات
- هيفاء بيطار
- واسيني الأعرج
- وجدي الأهدل
- ويلفريد ثيسيجر
- ويليام مينارد هتشنز
- ياسر عبد الباقي
- ياسر عبد الحافظ
- ياسمين خلاط
- يوسف حبشي الأشقر
- يوسف رخا

## وصلات خارجية
- الموقع الرسمي (بالإنجليزية)